# 위키드: 포 굿
《위키드: 포 굿》(영어: Wicked: For Good)은 2025년 개봉 예정인 미국의 뮤지컬 판타지 영화다. 2024년 공개된 "위키드"의 속편이다.

## 출연진
- 신시아 어리보 - 엘파바 스롭
- 아리아나 그란데 - 글린다 업랜드
- 조너선 베일리 - 피예로 티글라
- 이선 슬레이터 - 보크 우즈먼
- 보웬 양 - 파니
- 피터 딩클리지 - 딜러먼드 교수
- 양자경 - 마담 모리블
- 제프 골드블룸 - 오즈의 마법사
- 머리사 보디 - 네서로즈 스롭
- 브론윈 제임스 - 셴셴